# Tauchbootbriefe
Mit Tauchbootbriefen, die von einem Handels-U-Boot transportiert wurden, versuchten der Bremer Kaufmann Alfred Lohmann, die Reederei Norddeutscher Lloyd und die Deutsche Bank die Seeblockade der Kriegsgegner im Ersten Weltkrieg zu unterwandern. Dazu gründeten sie am 8. November 1915 die Deutsche Ozean-Reederei (DOR). Das Deutsche Reich war sehr an einem Handelsverkehr für kriegswichtige Güter und Diplomatenpost mit dem amerikanischen Kontinent interessiert.

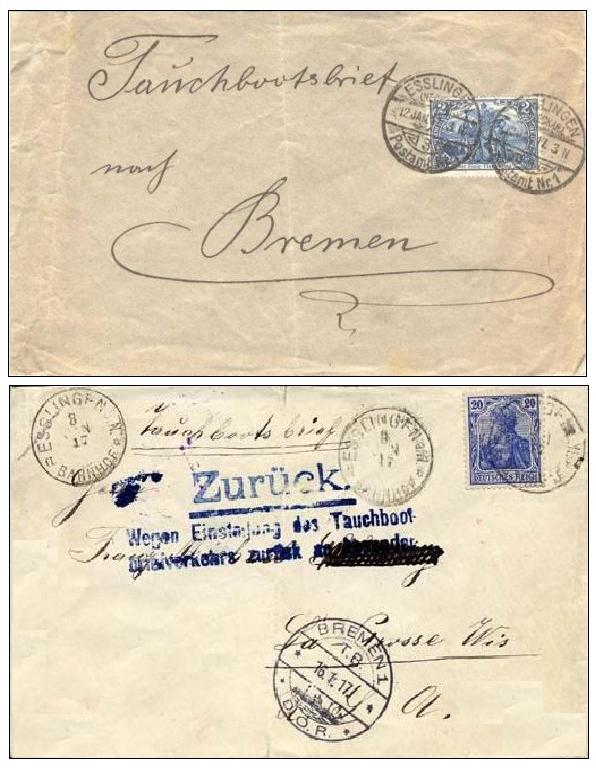
Tauchbootbrief (Januar 1917)

## Tauchbootbriefe
Die Reichspost erlaubte der Deutschen Versicherungsbank am 9. August 1916, ein Wertzeichen über den Versicherungsbetrag und das Porto herzustellen. Die Versicherungsbank organisierte die Bankbriefe für die 1915 gegründete Deutsche Ozean-Reederei (DOR).
Auf der ersten Reise des Handels-U-Boots Deutschland, im Juli 1916 nach Baltimore beförderte die DOR auf der Hinreise Farbstoffe, Arzneien sowie Bank- und Diplomatenpost. Sie kehrte mit Kautschuk, Zinn und Nickel zurück, dem Bedarf der deutschen Kriegsindustrie für mehrere Monate.
Auf einer zweiten Reise, im Dezember 1916, wurde das U-Boot im US-Hafen beschädigt. Ein weiteres U-Boot, die Bremen, wurde schon auf der ersten Fahrt durch die britischen Kriegsflotte versenkt.

## Postverkehr
Am 25. Dezember 1916 veröffentlichte die Deutsche Reichspost eine Verfügung über die ‟Beförderung von Briefen und Postkarten nach überseeischen Ländern mit deutschen Handels-Tauchbooten.” - Zur Beförderung mit deutschen Handels-Tauchbooten können bis auf weiteres versuchsweise gewöhnliche Briefe ohne Wareninhalt und Postkarten (ohne Antwortkarten) nach den Vereinigten Staaten und nach neutralen Ländern im Durchgang durch die Vereinigten Staaten (Mexico, Mittel- und Südamerika, Westindien, China, Niederländisch-Indien den Philippinen usw.) bei den Postanstalten unter den nachstehenden Bedingungen aufgeliefert werden."
Die zu befördernden Briefe mussten in einem separaten Umschlag mit der Aufschrift „Tauchbootbrief nach Bremen“ an die Deutsche Ozean-Reederei geleitet werden. Hierfür war eine Gebühr von 2 Reichsmark zu entrichten. Die Briefe selber mussten nach den Gebühren des Weltpostvereins in der ersten Gewichtsstufe mit 20 Pfennig, die der zweiten Gewichtsstufe mit 30 Pfennig frankiert sein. Sonderdienste wie Einschreiben oder Eilboten waren nicht zulässig. Wertbriefe liefen weiterhin über die Versicherungsbank. Nicht immer hielt man sich an die Vorschriften.
Der dritte Brieftransport, der am 15. Januar 1917 beginnen sollte, entfiel wegen des Kriegseintritts der USA. Die Postsendungen wurden den Absendern zurückgegeben. Sie erhielten den Stempel „Zurück. Wegen Einstellung des Tauchbootbriefverkehrs zurück an den Absender“. Das bereits bezahlte Beförderungsentgelt und die Kosten für die Zuleitung der „Tauchbootbriefe“ wurden erstattet. Dazu musste der Briefumschlag als Quittung bei der Post abgegeben werden, die sie später dem Briefmarkenhandel überließ. Diese Tauchboot-Belege sind nie postalisch befördert worden.